# 美國勞動法
美国劳动法是美國一系列規範美国雇员、美國工會和雇主之間的权利和义务的法律。 1938年公平勞動標準法規定了美國全國的最低工資，但在29个州和华盛顿特区，该标准更高。不過目前没有联邦法律、也没有州法律就带薪假期或帶薪產假與育嬰假有過規定。
美國一些僱員为了加強谈判实力，获得更好的待遇，進而组织工会與僱主进行集體協商。克莱顿反托拉斯法保障了所有人组织工会的权利，全国劳资关系法赋予大多数雇员组织工会的权利，並讓他们不会受到不當勞動行為的侵害。
自1964年民權法案颁布以来，所有雇主和工会都必須平等对待员工，不得因為“种族、肤色、宗教、性别或国籍”等因素歧视他們。1963年公平薪酬法案還就男女薪酬做出規定。